# Lannes (Lot-et-Garonne)
Pour les articles homonymes, voir Lannes.

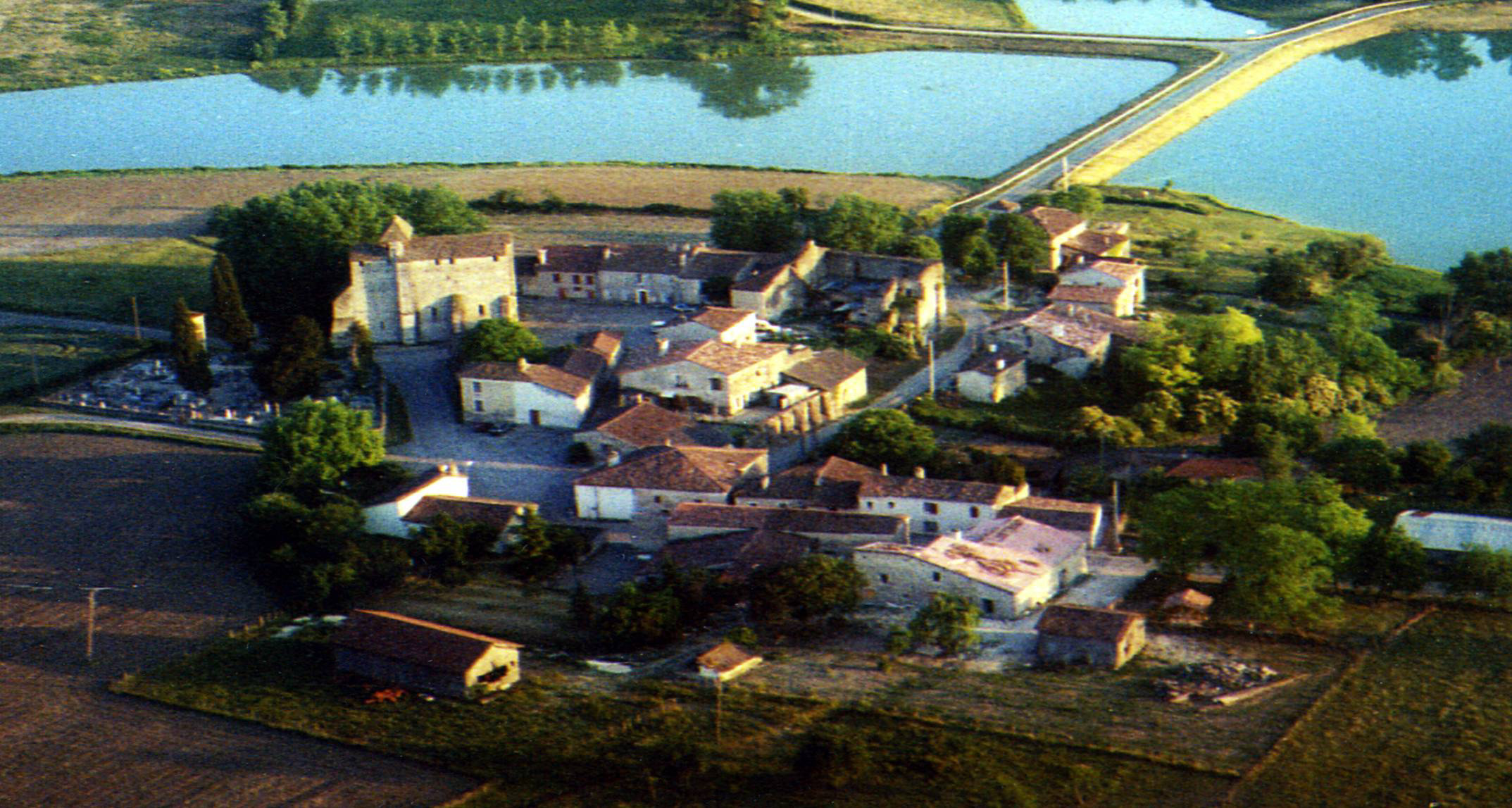
L’ancienne commune de Villeneuve-de-Mézin vue du ciel.

Lannes, qui a fusionné avec Villeneuve-de-Mézin en 1972, est une commune du Sud-Ouest de la France, située dans le département de Lot-et-Garonne (région Nouvelle-Aquitaine).

## Géographie

### Localisation
Commune située dans le Pays d'Albret, elle est limitrophe du département du Gers.

### Communes limitrophes
Les communes limitrophes sont  Condom, Fourcès, Larroque-sur-l'Osse, Moncrabeau et Mézin.
| Mézin          |                            |               |
|                | Lannes                     | Moncrabeau    |
| Fourcès (Gers) | Larroque-sur-l'Osse (Gers) | Condom (Gers) |

### Géologie et relief
La qualité des terres, si importante en région à économie essentiellement agricole, fait apparaître de fortes doses d’argile calcaire favorables aux cultures céréalières, mais aussi nombre de parcelles de type boulbènes, c’est-à-dire contenant, à côté des argiles, de fortes proportions de silice[source insuffisante].
La géographie de Lannes présente un ensemble de collines rondes, faiblement pentues, orientées à l’est et à l’ouest vers les rivières Auzoue et Osse dépendantes du bassin de la Baïse. L’amplitude de l’altitude se situe de 170 mètres maximum à 70 mètres environ au niveau du cours d’eau.

### Hydrographie
L'Osse, l'Auzoue, le ruisseau de Cassou sont les principaux cours d'eau parcourant la commune.

### Climat
Pour des articles plus généraux, voir Climat de la Nouvelle-Aquitaine et Climat de Lot-et-Garonne.
Historiquement, la commune est exposée à un climat océanique aquitain.  
En 2020, Météo-France publie une typologie des climats de la France métropolitaine dans laquelle la commune est exposée à un climat océanique altéré et est dans la région climatique Aquitaine, Gascogne, caractérisée par une pluviométrie abondante au printemps, modérée en automne, un faible ensoleillement au printemps, un été chaud (19,5 °C), des vents faibles, des brouillards fréquents en automne et en hiver et des orages fréquents en été (15 à 20 jours).
Pour la période 1971-2000, la température annuelle moyenne est de 13,4 °C, avec une amplitude thermique annuelle de 15,3 °C. Le cumul annuel moyen de précipitations est de 770 mm, avec 9,9 jours de précipitations en janvier et 6,3 jours en juillet. Pour la période 1991-2020, la température moyenne annuelle observée sur la station météorologique la plus proche, située sur la commune de Réaup-Lisse à 10 km à vol d'oiseau, est de 13,8 °C et le cumul annuel moyen de précipitations est de 858,3 mm,. Pour l'avenir, les paramètres climatiques de la commune estimés pour 2050 selon différents scénarios d’émission de gaz à effet de serre sont consultables sur un site dédié publié par Météo-France en novembre 2022.

## Urbanisme

### Typologie
Au 1er janvier 2024, Lannes est catégorisée commune rurale à habitat très dispersé, selon la nouvelle grille communale de densité à sept niveaux définie par l'Insee en 2022.
Elle est située hors unité urbaine. Par ailleurs la commune fait partie de l'aire d'attraction de Condom, dont elle est une commune de la couronne,. Cette aire, qui regroupe 23 communes, est catégorisée dans les aires de moins de 50 000 habitants,.

### Occupation des sols

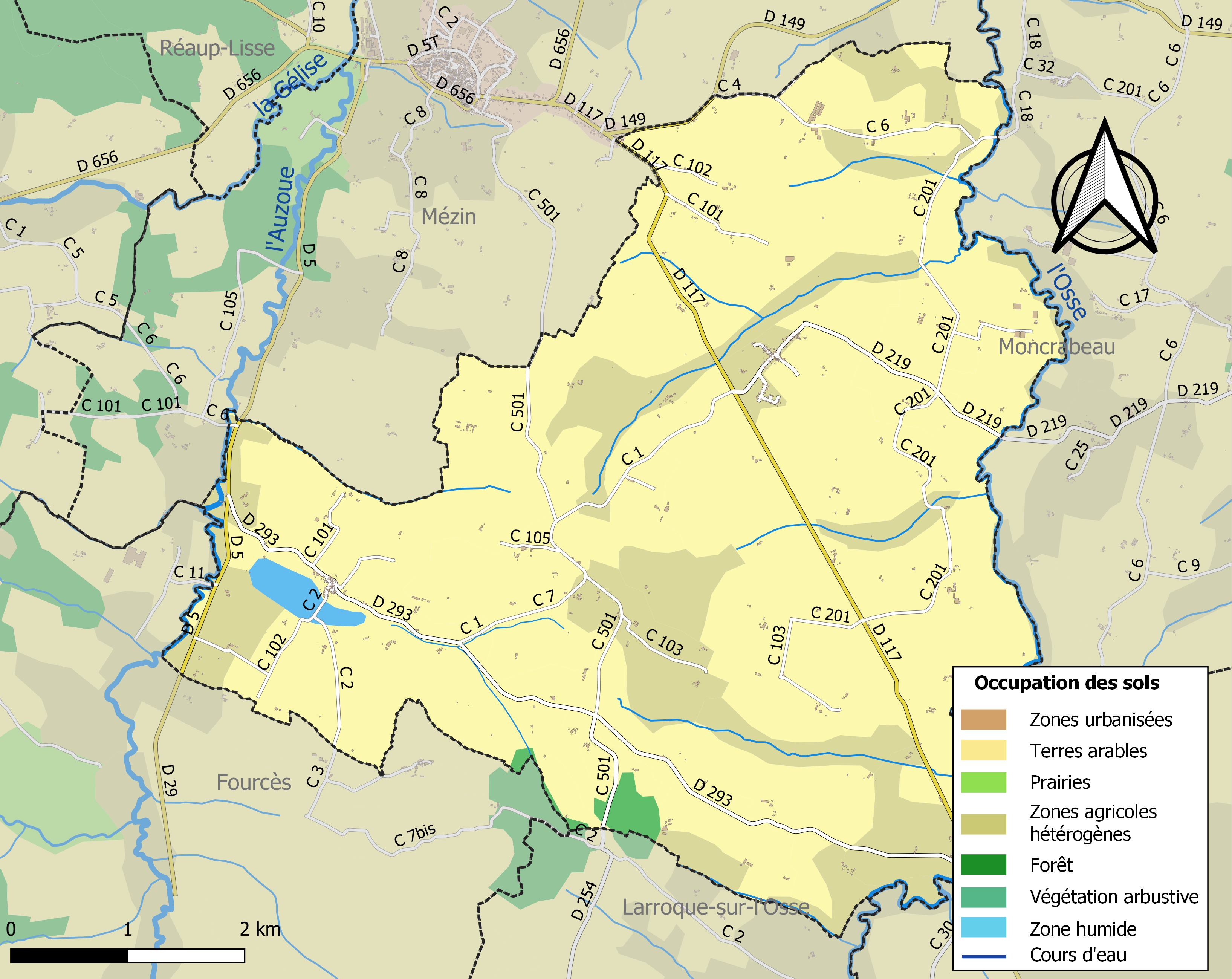
Carte des infrastructures et de l'occupation des sols de la commune en 2018 (CLC).

L'occupation des sols de la commune, telle qu'elle ressort de la base de données européenne d’occupation biophysique des sols Corine Land Cover (CLC), est marquée par l'importance des territoires agricoles (98,4 % en 2018), une proportion sensiblement équivalente à celle de 1990 (97,7 %). La répartition détaillée en 2018 est la suivante : 
terres arables (67,5 %), zones agricoles hétérogènes (19,3 %), cultures permanentes (11,6 %), forêts (0,8 %), eaux continentales (0,8 %). L'évolution de l’occupation des sols de la commune et de ses infrastructures peut être observée sur les différentes représentations cartographiques du territoire : la carte de Cassini (XVIIIe siècle), la carte d'état-major (1820-1866) et les cartes ou photos aériennes de l'IGN pour la période actuelle (1950 à aujourd'hui).

### Risques majeurs
Le territoire de la commune de Lannes est vulnérable à différents aléas naturels : météorologiques (tempête, orage, neige, grand froid, canicule ou sécheresse), inondations, mouvements de terrains et séisme (sismicité très faible). Un site publié par le BRGM permet d'évaluer simplement et rapidement les risques d'un bien localisé soit par son adresse soit par le numéro de sa parcelle.
Certaines parties du territoire communal sont susceptibles d’être affectées par le risque d’inondation par une crue à  débordement lent de cours d'eau, notamment l'Auzoue et l'Osse. La commune a été reconnue en état de catastrophe naturelle au titre des dommages causés par les inondations et coulées de boue survenues en 1982, 1992, 1993, 1999, 2009 et 2021,.
Les mouvements de terrains susceptibles de se produire sur la commune sont des tassements différentiels.

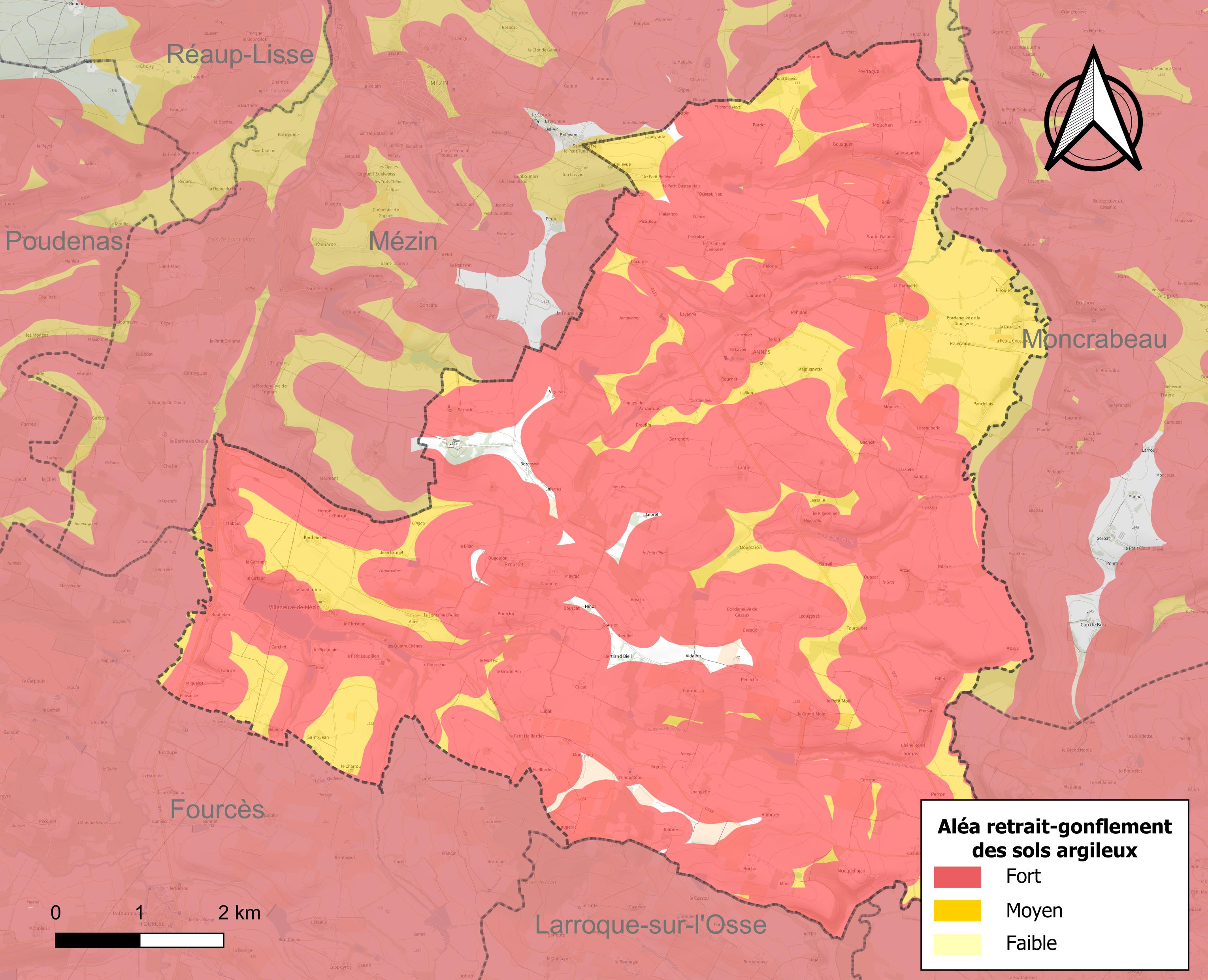
Carte des zones d'aléa retrait-gonflement des sols argileux de Lannes.

Le retrait-gonflement des sols argileux est susceptible d'engendrer des dommages importants aux bâtiments en cas d’alternance de périodes de sécheresse et de pluie. 97,8 % de la superficie communale est en aléa moyen ou fort (91,8 % au niveau départemental et 48,5 % au niveau national). Depuis le 1er octobre 2020, en application de la loi ELAN, différentes contraintes s'imposent aux vendeurs, maîtres d'ouvrages ou constructeurs de biens situés dans une zone classée en aléa moyen ou fort,.
Concernant les mouvements de terrains, la commune a été reconnue en état de catastrophe naturelle au titre des dommages causés par la sécheresse en 1989, 2003, 2011 et 2017 et par des mouvements de terrain en 1999.

## Histoire
L’origine de Lannes apparaît sur l’emplacement d’un ancien temple du nom de « Villanum » ; puis dans le haut Moyen Âge, sous le nom de « Lanne-Vieille » autour de son église Sainte-Marie et d’un prieuré de Prémontrés ou « grange régulier » conventuel dit « Lagrangerie » dans le diocèse de Condom.
Sous l’Ancien régime, la commune de Lannes dépend de la justice royale de Mézin, élection de Condom, généralité de Bordeaux. De nos jours, la commune dépend du canton de Mézin, (distante de 5 km, département de Lot-et-Garonne), ainsi que de sa perception et de son secteur paroissial.
La section Cazeaux dépendait de Moncrabeau. Seul un tronc d’arbre assurait le franchissement de la rivière Osse. Les habitants, subissant les inconvénients de cette liaison, demandèrent leur rattachement à Lannes en 1859.
Une association communale a été constituée en 1971 avec la commune contiguë de Villeneuve-de-Mézin, qui fut transformé en fusion en 1972. À l’origine Villenouvelle, elle fut un poste frontière vers 1287 avec une garnison de vingt soldats et neuf écuyers.
Les communications dans la commune sont assurées par un réseau de routes vicinales et communales. Trois grandes routes départementales relient respectivement Mézin au département voisin du Gers, à Condom et à Montréal, et Lannes à Moncrabeau.
Source : Michel Kauffer

## Politique et administration
| Période   | Période  | Identité           | Étiquette | Qualité |
| --------- | -------- | ------------------ | --------- | ------- |
| mars 1959 | 1990     | René Joly          |           |         |
| 1990      | mai 2020 | Michel Kauffer     |           |         |
| mai 2020  | En cours | Jacques Echeverria |           |         |

## Démographie
L'évolution du nombre d'habitants est connue à travers les recensements de la population effectués dans la commune depuis 1800. Pour les communes de moins de 10 000 habitants, une enquête de recensement portant sur toute la population est réalisée tous les cinq ans, les populations de référence des années intermédiaires étant quant à elles estimées par interpolation ou extrapolation. Pour la commune, le premier recensement exhaustif entrant dans le cadre du nouveau dispositif a été réalisé en 2007.

En 2022, la commune comptait 361 habitants, en évolution de −3,22 % par rapport à 2016 (Lot-et-Garonne : −0,18 %, France hors Mayotte : +2,11 %).
| 1800 | 1806 | 1821 | 1831 | 1836 | 1841 | 1846 | 1851 | 1856 |
| ---- | ---- | ---- | ---- | ---- | ---- | ---- | ---- | ---- |
| 863  | 907  | 787  | 838  | 782  | 942  | 923  | 929  | 904  |

| 1861 | 1866 | 1872 | 1876 | 1881 | 1886 | 1891 | 1896 | 1901 |
| ---- | ---- | ---- | ---- | ---- | ---- | ---- | ---- | ---- |
| 907  | 884  | 822  | 801  | 822  | 802  | 745  | 732  | 727  |

| 1906 | 1911 | 1921 | 1926 | 1931 | 1936 | 1946 | 1954 | 1962 |
| ---- | ---- | ---- | ---- | ---- | ---- | ---- | ---- | ---- |
| 713  | 750  | 639  | 747  | 752  | 703  | 682  | 619  | 534  |

| 1968 | 1975 | 1982 | 1990 | 1999 | 2006 | 2007 | 2012 | 2017 |
| ---- | ---- | ---- | ---- | ---- | ---- | ---- | ---- | ---- |
| 481  | 507  | 545  | 452  | 428  | 414  | 412  | 393  | 369  |

| 2022 | - | - | - | - | - | - | - | - |
| ---- | - | - | - | - | - | - | - | - |
| 361  | - | - | - | - | - | - | - | - |

La démographie communale a beaucoup évolué au cours des siècles, passant par un apogée en 1843 avec 942 habitants, chutant profondément au rythme des fluctuations économiques à 690 en 1880, lors de la crise du phylloxéra qui anéantit le vignoble, remontant faiblement avant la guerre de 1914 pour rechuter inexorablement, comme dans la plupart des régions agricoles, après la guerre de 1939-1945, à 481 avant la fusion avec Villeneuve-de-Mézin, les deux communes recensées totalisant 436 habitants en 2000. Depuis 2002, il s’opère un retour à la campagne, montrant une légère augmentation du nombre d’habitants.
L’habitat a, lui aussi, beaucoup évolué. L’époque romaine a laissé nombre de traces souterraines ou affleurantes sous la forme de moellons où subsistent parfois des empreintes taillées sur des sculptures érodées.
Très souvent on découvre des débris de tuiles caractéristiques de la construction de l’époque, et on retrouve parfois des témoins de l’artisanat disparu, tels que des poids de métiers à tisser en terre cuite et divers objets de cuivre.
L’habitat contemporain se compose de fermes anciennes, de villas récentes et de quelques châteaux plus ou moins remaniés au cours des siècles.
La ferme caractéristique de l’habitat gascon comporte souvent, à l’opposé du vent dominant, un important auvent qui, s’il provoque un assombrissement de la salle de séjour souvent attenante, permet la mise à l’abri des intempéries de tous les objets usuels que l’on ne désire pas voir encombrer l’intérieur de la maison. On remarque aussi un pigeonnier carré flanqué d’un corps de bâtiment mais souvent rond quand il est isolé.
Toutes les maisons ont l’eau courante potable depuis qu’en 1971/1972 un réseau intercommunal de service a été mis en place. L’électrification, installée sur tout le territoire communal dès 1936, a été achevée en 1954. Un réseau d’assainissement dessert les maisons des deux bourgs de Lannes et Villeneuve-de-Mézin depuis 1977, mais la plupart des maisons isolées ont leur propre installation.
La désertification rurale des années 1950/1990 a eu un impact catastrophique sur l’habitat. Un grand nombre de maisons abandonnées sont tombées en ruine ou présentaient un état de délabrement important. Mais, depuis une quinzaine d’années, toutes les ruines ou semi-ruines ont été restaurées pour divers motifs :
- Création de gîtes ruraux,
- Reprise par les enfants des propriétaires, partis ailleurs chercher un autre métier que l’agriculture, et qui peuvent ainsi profiter pour un prix raisonnable d’une résidence secondaire,
- Ventes de maisons à des personnes qui, ayant un emploi dans les villes environnantes, préfèrent s’installer à la campagne et se rendre quotidiennement à leur travail. Cette dernière option a été grandement facilitée par la bonne tenue des routes et la création du réseau de téléphonie mobile et d’Internet[25].

## Sociologie

### Agriculture
L’agriculture demeure cependant le principal pôle économique de la commune. Lannes comprend 3 240 hectares entretenus par 54 exploitants. La surface de vignes a baissé de plus de moitié depuis les années 1950 en raison de la mévente du vin et de l’armagnac. Cependant le chiffre tend à se stabiliser, notamment par la vente directe de vins, armagnacs et floc de Gascogne.
L'irrigation, assurée par de nombreux lacs collinaires, permet la culture de betteraves et de maïs, des cultures légumières ou fruitières. Beaucoup arrosent aussi de grandes étendues de maïs ou des herbages.
À Villeneuve-de-Mézin, une retenue d’eau d’une superficie de près de 20 hectares et d'une capacité de près de 800 000 m3 d’eau, a été construite par la Compagnie d'aménagement des coteaux de Gascogne en 1991 pour régulariser la rivière l’Auzoue. Elle permet l’irrigation de centaines d’hectares, ainsi que la pratique d'activités nautiques, comme la planche à voile et le pédalo.
Quatre exploitations pratiquent l’élevage bovin, totalisant 350 têtes de bétail.

### Commerces
La diminution de la population de ces dernières décennies a entraîné celle des petits commerces.
Vestiges de ces anciens métiers, on peut voir encore, dans le village de Villeneuve-de-Mézin, un lavoir alimenté par une source, et un travail, sorte de portique de bois destiné jadis à entraver les animaux de trait pendant que le maréchal-ferrant plaçait des fers à leurs sabots. La facilité de circulation et le développement des automobiles et des congélateurs ont entraîné la disparition des commerces vivriers au profit des grandes surfaces des villes voisines.

### Vie locale
Deux écoles fonctionnaient  mais la maternelle de Villeneuve-de-Mézin est fermée depuis la rentrée 2017 et l'école primaire de Lannes depuis la rentrée 2015. Les élèves de Lannes Villeneuve-de-Mézin font maintenant partie du regroupement pédagogique intercommunal (RPI) organisé avec Poudeans, Sos, Sainte-Maure et Saint-Pé-Saint-Simon.
Une salle des fêtes a été construite en 1993.
De nombreux sentiers pédestres sillonnent la commune permettant aux touristes sport et visite.
Il n’y a plus de prêtre attaché au village de Lannes, comme dans beaucoup d’autres paroisses du canton, et les services religieux sont assurés par monsieur le curé de Nérac.

## Lieux et monuments

### Églises
La commune comporte quatre églises :
- L’église Sainte-Marie de Lannes, datée du début du XIIIe siècle, voit se marier l’art roman et l’art gothique. Son clocher-mur est percé de baies à colonnettes. A l’ouest, un portail à trois voussures décorées de palmettes est classé par les Monuments Historiques. La nef, voûtée en plein centre, est plus étroite que le chœur. Des colonnes, ornées de chapiteaux décorés de fleurs de lys, supportent l’arc triomphal. Une chapelle latérale (nord) à ogive croisée, date de la fin du Moyen Âge. Au sud, face à la place du village, s’ouvre un autre portail protégé par un emban. Cet appendice, que l’on retrouve dans de nombreuses églises de la région, est semblable aux auvents des maisons anciennes de la commune. Souvent ceint de bancs de pierre, il servait en outre à abriter les réunions des conseils paroissiaux. Sur la place, autour de l’église, lors de travaux de construction et d’aménagement de la route, on a découvert les restes du cimetière primitif du village qui comportait des tombeaux de pierre attribués à l’époque carolingienne.

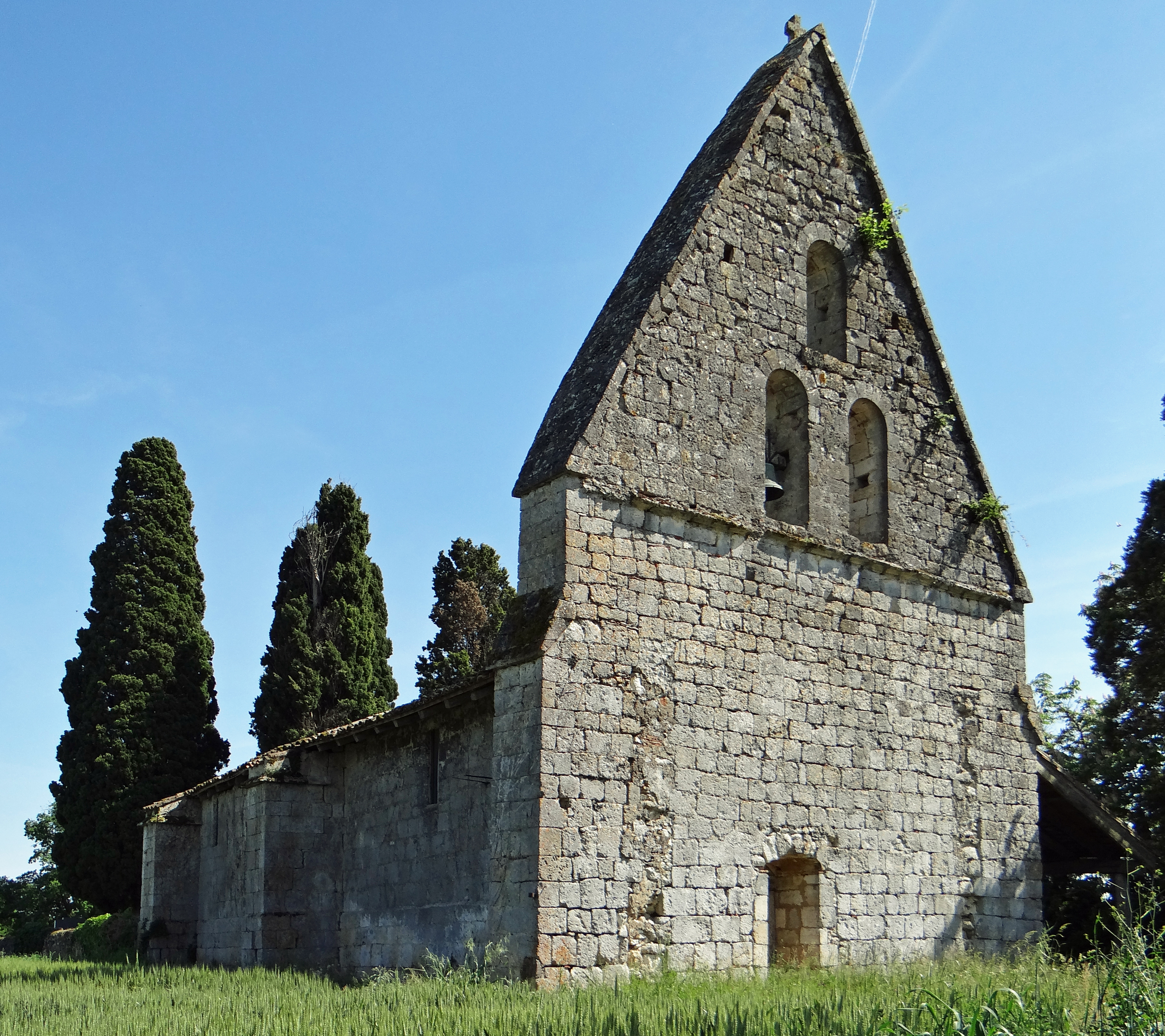
Le clocher-mur de l'église Saint-Jean-Baptiste de Cazaux

- L’église Saint-Jean-Baptiste de Cazeaux, située à 3 km du bourg de Lannes est du XIVe siècle. On y trouve, comme à Lannes, un clocher-mur, mais plus trapu et triangulaire, percé de trois ouvertures. De la construction de l'église primitive, à la fin du XIIe siècle ou au début du XIIIe siècle, subsiste le porche roman qui s’ouvre au sud, lui aussi abrité, comme à Lannes, par un emban. L’intérieur de l’église a été restauré il y a quelques années. Elle comportait autrefois, à l’avant du clocher, un logement qui était celui du campanet (sonneur de cloches). Dans la démolition de ce corps de logis, on a découvert une tombe avec un squelette muré debout.
- Église Saint-Côme-et-Saint-Damien dite église de la Fousserie de Bouscat. L’église de Fousserie tout comme l'église de Cazeaux est isolée au milieu des terres et accessible par une petite route, à l'est de Villeneuve-de-Mézin. Sa construction fut décidée le 14 septembre 1213. La décision de sa construction se rapporte à une anecdote : Hugues, seigneur du château de Fousserie (aujourd’hui totalement disparu), s’était rendu avec beaucoup de nobles du diocèse d’Agen à la croisade contre les Albigeois. Grièvement blessé lors d’un combat, il ne pouvait plus sortir de son château pour entendre la messe en l’église paroissiale distante de plusieurs kilomètres. L’évêque d’Agen, monseigneur Arnaud de Rovinha, sollicité, lui autorisa la construction d’une chapelle lui permettant « d’ouïr messe » sans sortir de chez lui. Si le château a disparu, la chapelle, est toujours là, ainsi que la fontaine miraculeuse où, autrefois, les rhumatisants venaient chercher la guérison, en septembre, pour la fête paroissiale de Fousserie : la Saint-Côme-et-Saint-Damien.

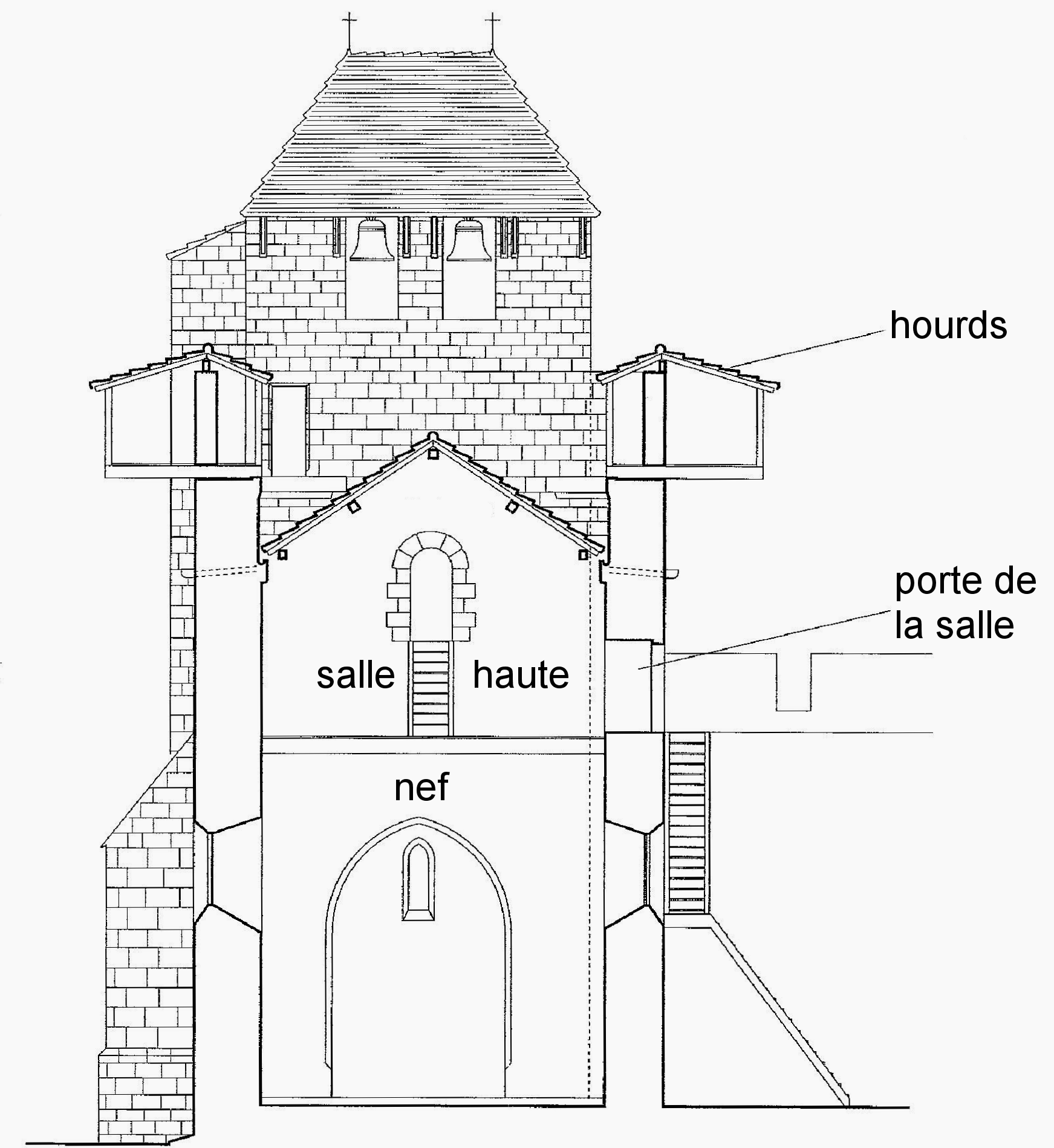
Église de Villeneuve-de-Mézin au XIIIe siècle.
Source : S. Thouin

- L’église Saint-Jean de Villeneuve-de-Mézin, comme plusieurs autres en limite de la forêt landaise, fait partie d’un ensemble fortifié du XIIe/XIIIe siècle. Il semble qu’elle devait servir de donjon au sein d’un ensemble fortifié dont on voit encore un grand mur, à l’ouest, ainsi qu’une porte fortifiée et les restes d’un château. Les murs, parfaitement bâtis, sans contreforts, sont fort élevés. La toiture était plus basse qu’aujourd’hui et les eaux de pluie se déversaient dans un chéneau de pierre, en dessous du chemin de ronde intérieur, puis dehors dans les gargouilles. Au-dessus de la nef, et reposant sur un plancher, se trouvait la grande salle habitable par les défenseurs, accessible par un escalier situé dans l’épaisseur du mur de façade. Il permettait également l’accès au chemin de ronde et aux fortifications plus ou moins mobiles : des hourds de bois, en encorbellement au-dessus du vide, interdisaient l’approche d’assaillants éventuels au pied du mur. Dans la nef proprement dite, les ouvertures sont étroites, comme des meurtrières.

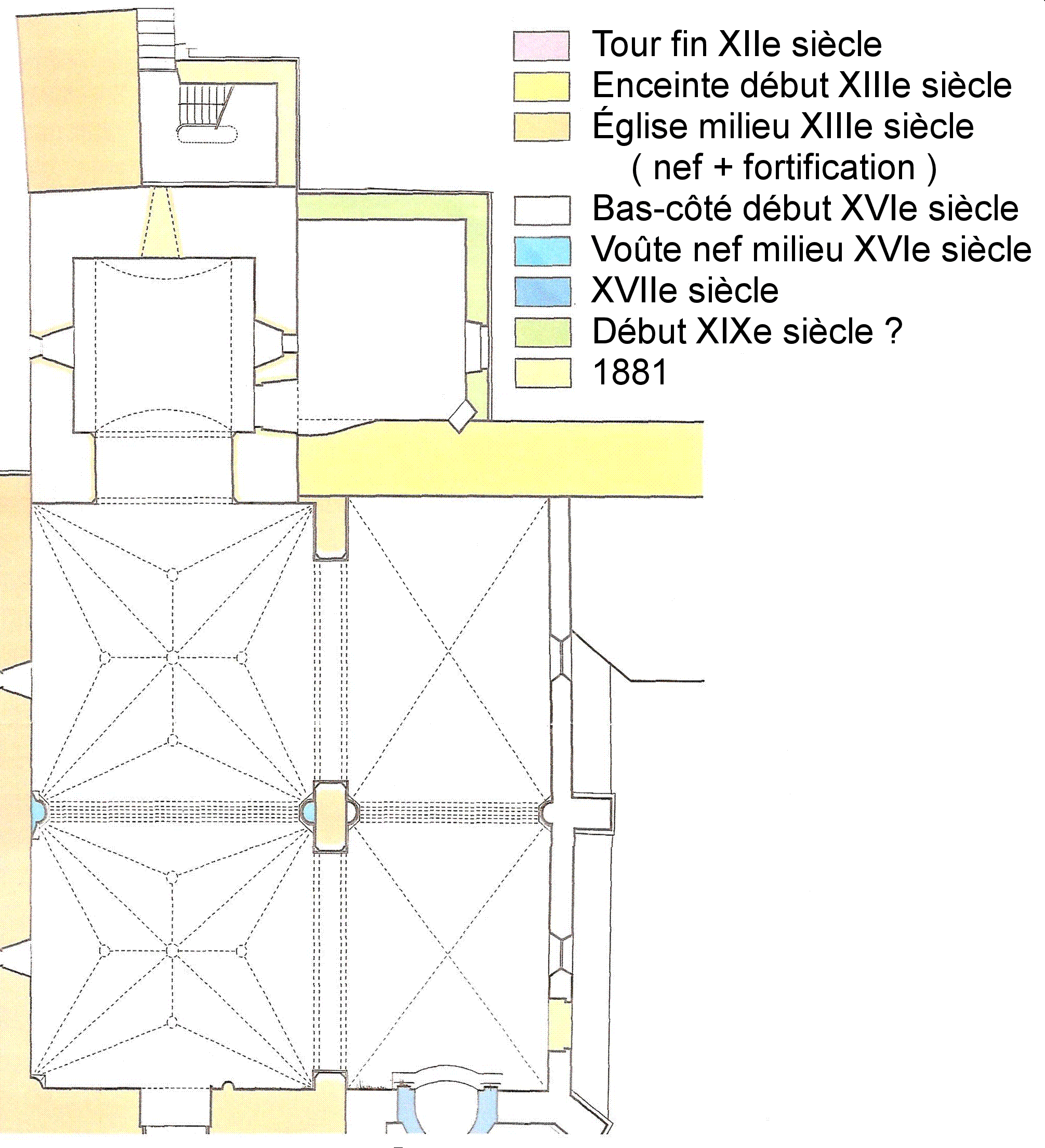
Évolution de l’église de Villeneuve-de-Mézin au cours des siècles
Source : S. Thouin

L’église, telle qu’elle se présente aujourd’hui, comporte une nef composée de deux travées. Le chœur est presque carré et voûté en berceau brisé. Les voûtes actuelles ont remplacé, au XVIe siècle, le plancher initial de la salle des gardes. Elles s’appuient sur des colonnes engagées dans les murs et sur des nervures. Au XVIe siècle, le mur de droite fut percé de deux arcades pour donner accès à une grande chapelle latérale également voûtée en croisées d’ogives. Au XVIIe siècle, cette chapelle fut décorée de peintures intéressantes. On y voit également des anges portant les instruments de la Passion (éléments décoratifs très prisés à cette époque) et de grandes fleurs de lys. On peut également observer la porte d’entrée en plein cintre à trois ressauts et la décoration de têtes de clous. Une pierre gravée, encastrée au-dessus de la porte, laisse apparaître le monogramme du Christ (Croix, Alpha Omega ainsi que X et P) mais aussi les lettres irrégulièrement disposées : B A I G S N T, dont la signification n’a pas été clairement élucidée par les spécialistes.
Il y avait encore, avant la Révolution, deux autres églises dont il ne reste rien : Plavis et Saint-Aumely.
A l’entrée de Lannes, se trouve une stèle de la Vierge érigée en 1964 par le curé Cox, d’origine hollandaise, qui avait fait vœu de l’ériger si la guerre d’Algérie n’enlevait aucun de ses enfants à la commune. Pendant un temps, un pèlerinage eut lieu à Lannes.

### Édifices civils
- Le château de Lagrangerie : À côté de la cure de Lannes, existait aussi, comme dit plus haut, le prieuré ou grange des Prémontrés ou « Lagrangerie ». Ce ensemble existe toujours sous forme d’un château du XIIe siècle. On y voit encore les restes d’une chapelle et d’un cloître. Sur les terres entourant Lagrangerie on voit toujours un tumulus qui, fouillé, a révélé la présence d’armes antiques.
- Le château de Lasalle, à Lannes : c'est une construction datée du XIIIe au  XVIIe siècle. Deux ailes voûtées aux toits pentus encadrent un corps central orné d’ouvertures à meneaux.
- Le manoir de Roumat, situé à l’entrée de Lannes, il possède une tour à ouvertures à meneaux.
- Le château de Bégué, situé au bord de la route de Mézin, sa massive construction en pierre de taille s’ouvre sur une cour dominée par une tour à toit pentu.
- La demeure du Lion d'Or, qui est situé à 2,5 km au sud de Lannes, d’Or du XVIIIe siècle et possède une garenne. Les bâtiments nord-ouest (chais et 1er logis), le corps d'entrée daté 1784 et une partie des dépendances orientales figurent sur le cadastre de 1808 sous le nom d'Aux Zax ou d'Auzac. Les chais et le premier logis ont été remaniés au début du XIXe siècle. Dans la deuxième moitié du XIXe siècle, le logis est rénové et prolongé par un second logis : les deux logis présentent le même plan, avec un couloir central où est placé l'escalier ; ces travaux ont peut-être été réalisés pour la famille Dèche, bourgeois de Mézin, devenus Dèche d'Auzac après l'acquisition du domaine dans la première moitié du XIXe siècle. (1998, Inventaire général)
- Le château d'Auzac, à Lannes, maison forte construite sur un site qui contrôle un méandre de l'Osse à la limite de la juridiction de Mézin. L'édifice est constitué d'une tour quadrangulaire et d'un corps de logis rectangulaire ou salle : la tour en pierre de taille, dont les deux niveaux conservés n'ont presque pas d'ouvertures, pourrait dater du XIVe siècle comme les maisons fortes de Louspeyroux ou Gueyze dans le canton de Mézin ; la salle présente une cheminée ornée de moulurations de la fin du XVe siècle ou du début du XVIe siècle. Aux Acqz est mentionné comme métairie en 1672 dans le cadastre de la juridiction de Mézin. À la fin du XIXe siècle, elle est acquise avec le domaine du Lion d'Or par Hourteillan, négociant en vin et armagnac, qui baptise sa demeure de Mézin (10 rue du Docteur-Sourbès) et sa société du nom de château d'Auzac. Les étables ont été adossées au logis au XIXe siècle, sous un appentis sur l'arrière, selon une disposition fréquente dans la région. La tour a été abaissée à une époque indéterminée. Dépendances en ruines. (Inventaire général, 1998)
- Le château de Parron, qui est situé entre Lannes et Villeneuve-de-Mézin, a une construction primitive qui remonte vraisemblablement au XIIe siècle, mais qui a été considérablement remanié au XVIe siècle. On y ouvrit des fenêtres style Renaissance à meneaux et on orna la cour intérieure de colonnades. Des restes de fortifications et de douves témoignent de l’importance d’une grosse forteresse dominée de 7 tours (4 sont encore visibles). Remanié au XIXe siècle, sous l’inspiration des idées architecturales de Eugène Viollet-le-Duc, les colonnades et les meneaux ont disparu. Une chapelle du XIXe siècle s’élève dans la cour centrale. Au XVe siècle et peut-être déjà au XIVe, une famille de Barrau y est mentionnée. Sa noblesse est d'agrégation. À partir du XVIe siècle, elle s'élève dans la hiérarchie nobiliaire. Elle est présente en Gascogne mais aussi en Saintonge. Une autre branche s'établit en Comminges et une autre d'abord au Danemark puis dans le Nord de la France. En 1788, les Barrau vendent le château de Parron à la famille de Castillon qui à son tour le transmettra à la famille de Saint-Exupéry. La famille de Barrau (de Parron) s'est éteinte à la fin du XVIIIe siècle ou au XIXe siècle.
- La « Pierre gravée » : Enchâssée dans le mur du fond de la petite impasse située le long du mur sud de l’église, se trouve une pierre gravée. Elle représente, en haut relief, tous les instruments utiles à un forgeron : marteau, tenailles, clous, fers à cheval etc. Cette pierre était l’enseigne de celui qui régnait sur cette échoppe au début du XIXe siècle. Il était le grand-père d’Armand Fallières.
- Le « Loupillon » : À la sortie de Villeneuve-de-Mézin se trouve « Le Loupillon », propriété d’Armand Fallières, ancien président de la République (1906/1913). La demeure fut transformée par l’architecte Guillaume Tronchet (pendant sa présidence), dans un style à l’italienne.

Source : Michel Kauffer

## Personnalités liées à la commune
- Armand Fallières (1841-1931), président de la République Française de 1906 à 1913, président du Sénat de 1899 à 1906, président du conseil en 1883, domicilié et décédé à Villeneuve-de-Mézin
- Son fils, André Fallières (1875-1968), homme politique, vécut également à Lannes.